# Свободний Труд (Адигея)
Свободний Труд (рос. Свободный Труд; адиг. Шъхьафит Лэжьэн) — хутір Шовгеновського району Адигеї Росії. Входить до складу Джерокайського сільського поселення.
Населення — 339 осіб (2015 рік).